# Bo En
Калум Томас Боуэн (родился 26 февраля 1991 года), также профессионально известный как Bo En (стилизовано под bo en), — английский музыкант и продюсер видеоигр, базирующийся в Лондоне.

## Карьера
Боуэн выпустил свой дебютный альбом Pale Machine в 2013 году В 2014 году ремикс Боуэна на «My Party» Керо Керо Бонито был включен в их EP Bonito Recycling . В течение следующих лет он написал три сингла: «By the Phone», «sometimes» и «love in a song» . В 2021 году Боуэн выпустил сатирический ремикс на "love in a song " под названием «love in a song — DJ HEARTBREAK ANNIHILATION MIX». В феврале 2023 года Боуэн объявил, что пишет новые песни вместе с Babymorocco. В настоящее время неизвестно, сколько песен они продюсируют, однако три из них, судя по всему, называются «Love Wont Find U», «When We Were Young» и «idk_if_i_feel_enough» .

### Создание композиций для видеоигр
Под своим настоящим именем Калум Боуэн (стилизованное под Calum Bowen) он написал саундтрек для Up Up Ubie и Super Ubie Land . Затем он продолжил писать песни для небольших игр, таких как Marble Time, Thief Story и Winnose . Позже Боуэн написал саундтрек к игре Lovely Planet 2014 года, за которой последовали Lovely Planet Arcade и Lovely Planet 2: April Skies . Он также написал саундтрек к фильму «Пикунику», выпущенному в 2019 году, а также к трем песням для «Omori», выпущенным в конце 2020 года. Одной из трёх песен, написанных для Omori, была расширенная (и укороченная — внутриигровая) версия «my time», песни, которая первоначально была включена в его дебютный альбом Pale Machine в 2013 году. Саундтрек Омори был расширен в 2022 году за счет добавления двух новых песен, представленных в консольной версии игры, которые также были написаны Боуэном. Боуэн написал музыку к фильму «Voyage», который вышел в 2021 году Кроме того, он написал саундтрек к Poinpy от Netflix, бесплатной мобильной игре, выпущенной в 2022 году.

## Дискография

### Студийные альбомы
- Pale Machine (2013, Maltine)
- Pale Machine 10 year anniversary re-master (2023, Maltine)

### Расширенные пьесы
- ぼくらのいろとりどり (2016, при участии あきお)

### Синглы
- By the Phone (2015)
- sometimes (2016)
- love in a song (2018)

### Саундтреки к анимации
- Beetle + Bean[8] (2021)

### Саундтреки к видеоиграм
- Marble Time (2013)
- Up Up Ubi
- Super Ubie Land (2013)
- Thief Story
- Winnose (2014)
- Lovely Planet (2014)
- Lovely Planet Arcade (2016)
- Pakka Pets (2016)
- Snipperclips (2017)
- YIIK: A Post-Modern RPG (2019)
- Pikuniku (2019)
- Lovely Planet 2: April Skies (2019)
- Crossy Road Castle (2020)
- Omori (2020)
- Voyage (2021)
- Poinpy (2022)
- Ooblets (2022)

### Звуковой дизайн видеоигр
- Valdis Story: Abyssal City (2013)
- Dragon: A Game About a Dragon (2015)
- Lovely Planet: Arcade (2016)
- Pikuniku (2019)
- Tangle Tower (2019)

### Ремиксы
- My Party (Kero Kero Bonito) (2014)

- NRG (Babymorocco) (2023)
- Finger Frame ft. 鈴木真海子 (PAS TASTA) (2023)